# Dicrotegaeus mirabilis
Dicrotegaeus mirabilis är en kvalsterart som beskrevs av Malcolm Luxton 1988. Dicrotegaeus mirabilis ingår i släktet Dicrotegaeus och familjen Cerocepheidae. Inga underarter finns listade i Catalogue of Life.